# Creuer Fiume
El Fiume va ser un creuer pesant de la classe Zara de la Regia Marina italiana, que portava el nom de la ciutat italiana de Fiume (avui Rijeka, Croàcia), va ser el segon dels quatre vaixells de la classe, i va ser construït entre l'abril de 1929 i el novembre de 1931. Armat amb una bateria principal de vuit canons de 8 polzades (200 mm), nominalment es trobava dins del límit de 10.000 tones llargues (10.000 t) imposat pel Tractat Naval de Washington, encara que en realitat va superar significativament aquesta xifra.
El Fiume va veure un ampli servei durant la Segona Guerra Mundial, havent participat en diverses sortides per capturar combois britànics a la Mediterrània. Va estar present durant la batalla de Calàbria el juliol de 1940, la batalla del cap Spartivento al novembre i, finalment, a la batalla del cap Matapan el març de 1941. En l'últim enfrontament, el Fiume i els seus vaixells germans Zara i Pola van ser enfonsats a poca distància en un enfrontament nocturn amb tres cuirassats britànics.

## Disseny

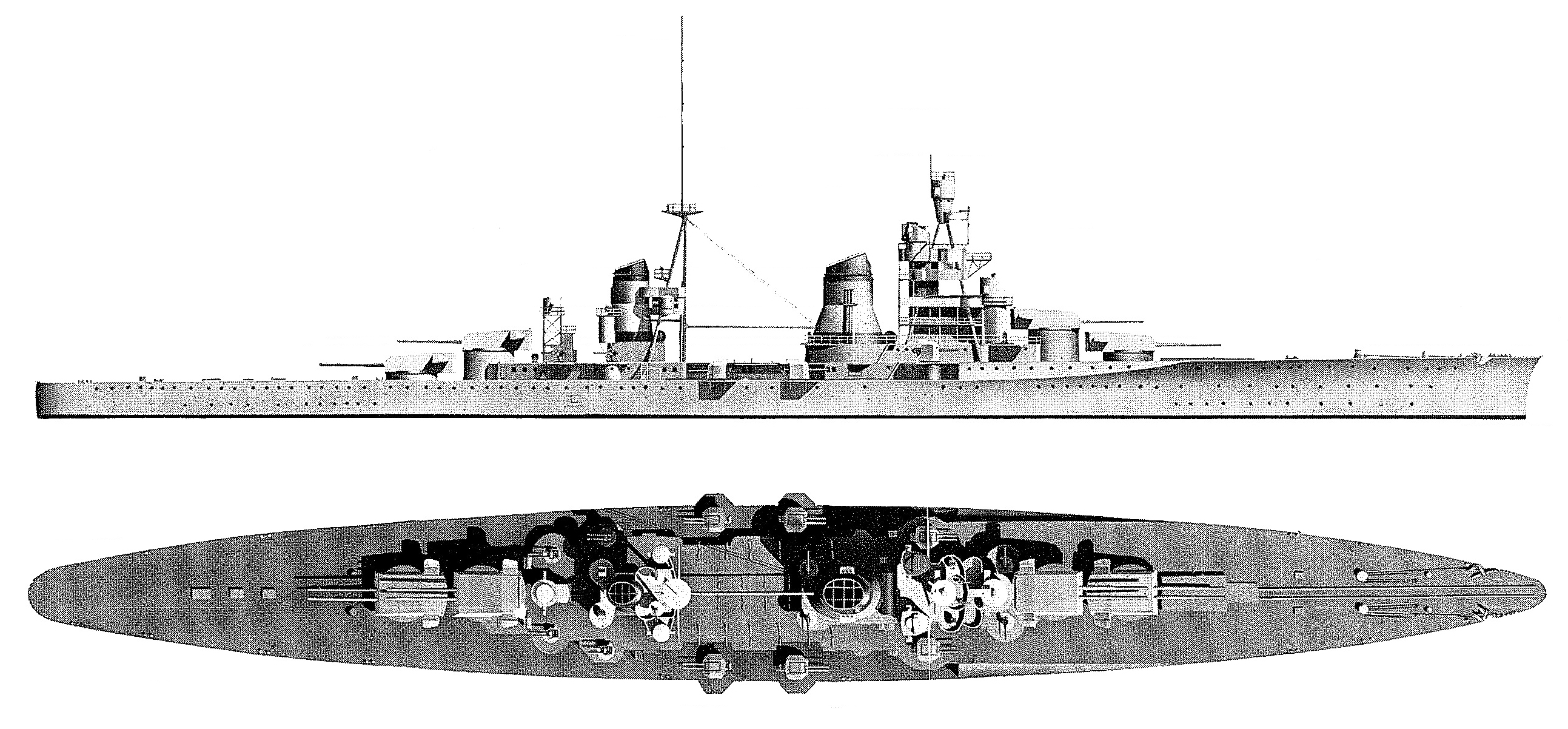
Dibuix de perfil i plànol de la classe de Zara

Fiume tenia una llargada total de 182,8 metres (600 peus), amb una mànega de 20,62 m (67,7 peus) i un calat de 7,2 m (24 peus). Desplaçava 13.944 tones llargues (14.168 t) a plena càrrega, encara que el seu desplaçament estava nominalment dins de la restricció de 10.000 tones llargues (10.000 t) establerta pel Tractat Naval de Washington. La seva central elèctrica consistia en dues turbines de vapor Parsons accionades per vuit calderes Yarrow alimentades amb petroli, que estaven encaixades en dos embuts al mig del vaixell. Els seus motors tenien una potència de 95.000 cavalls (71.000 kW) i arribava a una velocitat màxima de 32 nusos (59 km/h; 37 mph). Tenia una tripulació de 841 oficials i soldats.
Estava protegit amb un cinturó blindat de 150 mm (5,9 polzades) de gruix al mig del vaixell. La seva coberta blindada tenia un gruix de 70 mm (2,8 polzades) a la part central del vaixell i es va reduir a 20 mm (0,79 polzades) a cada extrem. Les torretes dels canons tenien un revestiment de 150 mm de gruix a les cares i les barbetes on s'asseien també tenien 150 mm de gruix. La torre de control principal tenia costats de 150 mm de gruix.
Estava armat amb una bateria principal de vuit canons Mod 29 de calibre 53 de 203 mm (8 polzades) en quatre torretes. Les torretes estaven disposades en parelles de superfire a proa i popa. La defensa antiaèria va ser proporcionada per una bateria de setze canons cal. 47 de 100 mm (4 polzades) en muntatges dobles, sis canons canons Vickers-Terni 40mm/39 en muntures individuals i vuit canons de 12,7 mm (0,50 polzades) en muntures dobles. Portava un parell d'hidroavions IMAM Ro.43 per al reconeixement aeri; l'hangar estava situat sota el castell de proa i es va muntar una catapulta fixa a la línia central a la proa.
La bateria secundària del Fiume va ser revisada diverses vegades durant la seva carrera. Dos dels canons de 100 mm i tots els canons de 40 mm i 12,7 mm es van retirar a finals de la dècada de 1930 i vuit canons de 37 mm (1,5 polzades) de cal. 54 i vuit canons de 13,2 mm (0,52 polzades) es van instal·lar al seu lloc. El 1940 es van afegir dos canons de 120 mm (4,7 polzades) cal. 15 cal. d'obusos lumínics.

### Historial de serveis
Construït a l'Stabilimento Tecnico Triestino de Trieste, se li va col·locar la quilla el 29 d'abril de 1929, sent el primer membre de la classe a qui se li va posar. Va ser avarat gairebé un any després, el 27 d'abril de 1930, el mateix dia que el seu vaixell germà Zara. Els treballs d'acondicionament van durar un any i mig més, i el nou creuer es va posar en servei a la Regia Marina el 23 de novembre de 1931. El gener de 1935 es van fer proves amb autogirs a bord del Fiume; es va construir una plataforma de fusta a la popa del vaixell per recolzar l'avió. Els experiments van resultar ser exitosos, tot i que els propis autogirs tenien un abast molt limitat i no eren fiables. El Fiume va participar en una fastuosa cerimònia celebrada per a la visita d'Adolf Hitler, el dictador de l'Alemanya nazi, el maig de 1938. Ell i el Zara van fer una demostració d'artilleria mentre Hitler i el dictador italià, Benito Mussolini, observaven des del cuirassat Conte di Cavour.

### Segona Guerra Mundial

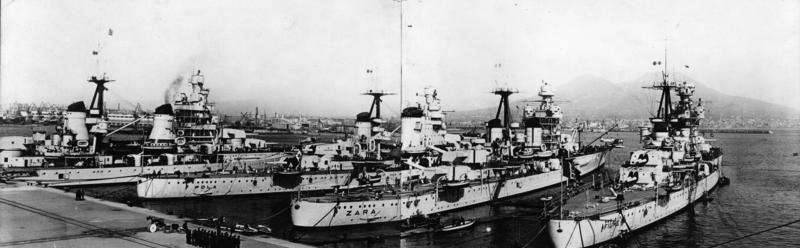
El Fiume (dreta) juntament amb el Zara i el Pola a Nàpols

Quan Itàlia es va unir formalment a la Segona Guerra Mundial declarant la guerra a França i Gran Bretanya el 10 de juny de 1940, el Fiume va ser assignat a la 1a Divisió amb el Zara i els quatre destructors de la 9a Flotilla de Destructors. La unitat va ser assignada al 1er Esquadró, sota el comandament de l'almirall Inigo Campioni. Dos dies més tard, el Fiume i la resta de la 1a Divisió, juntament amb la 9a Divisió, van sortir en resposta als atacs britànics a les posicions italianes a Líbia. Mentre estaven al mar, el submarí britànic HMS Odin va atacar sense èxit el Fiume i el seu germà Gorizia. El 6 de juliol, un comboi va sortir de Nàpols, amb destinació al nord d'Àfrica; l'endemà, el reconeixement italià va informar que un esquadró de creuers britànic havia arribat a Malta. Per tant, l'alt comandament naval italià va ordenar que la 1a Divisió i diversos altres creuers i destructors s'unís a l'escorta del comboi. Els cuirassats Conte di Cavour i Giulio Cesare proporcionen suport llunyà. Dos dies més tard, la flota italiana es va enfrontar breument amb la flota britànica en una acció poc concloent davant de Calàbria.
A finals de setembre, la flota italiana, inclosa el Fiume, va escombrar un comboi de tropes britàniques d'Alexandria a Malta, però no va entrar en contacte amb els vaixells britànics. El Fiume estava present al port de Tàrent quan la flota britànica va llançar l'atac nocturn de portaavions a Tàrent la nit de l'11 al 12 de novembre, però no va resultar danyat en l'atac. Un altre intent d'interceptar un comboi britànic a finals de novembre va donar lloc a la batalla del cap Spartivento. La flota italiana va sortir del port el 26 de novembre i es va enfrontar amb la flota britànica l'endemà, en un enfrontament que va durar aproximadament una hora. Campioni va interrompre l'acció perquè creia erròniament que s'enfrontava a una força superior, fruit d'un mal reconeixement aeri. El creuer pesant britànic HMS Berwick va ser colpejat dues vegades per rondes de 203 mm durant l'enfrontament, ja fos disparat pel Fiume o pel Pola.

#### Batalla del cap Matapan

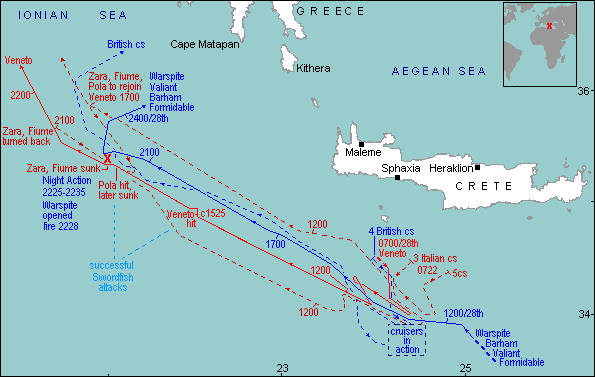
Mapa dels moviments de les flotes italiana i britànica durant la batalla del cap Matapan

La flota italiana, ara comandada per l'almirall Angelo Iachino, va fer un altre intent d'interceptar un comboi britànic a finals de març de 1941. La flota va rebre el suport de la Regia Aeronautica i el X. Fliegerkorps alemany. Aquesta operació va resultar en la batalla del Cap Matapan; a principis de la batalla, el Fiume i la resta de la 1a Divisió es trobaven al nord-est de la resta de la flota italiana, que s'havia trobat amb els britànics al sud-oest. El cuirassat Vittorio Veneto va ser torpedinat per avions britànics i obligat a retirar-se durant aquesta fase de la batalla. La 1a Divisió es va mantenir a babord de la flota italiana quan va començar el seu retorn al port per protegir-se d'un altre possible atac britànic. Un segon atac aeri britànic més tard al mateix dia no va poder localitzar el Vittorio Veneto que es retirava i, en canvi, va torpedinar el Pola, que va deixar el creuer immobilitzat. El Fiume, el Zara i quatre destructors es van desplaçar per protegir el Pola. La flota britànica, centrada en els cuirassats Valiant, Warspite i Barham, es trobava en aquest punt a només 50 milles nàutiques (93 km; 58 milles) de distància.
Guiada pel radar, la flota britànica es va apropar al paralitzat Pola en la foscor mentre el Fiume, el Zara i els destructors s'acostaven des de la direcció oposada. A les 10:27, els reflectors a bord del Warspite, el principal cuirassat britànic, van il·luminar Fiume a una distància de 2.900 iardes (2.700 m), seguits immediatament per una salva de sis obusos de 15 polzades (380 mm) de la seva bateria principal; cinc van colpejar el Fiume i van causar greus danys. La seva torreta posterior va ser projectada per la borda abans que una segona salva del Warspite toqués el vaixell. Poc després, el Valiant va disparar quatre obusos de 15 polzades al Fiume, provocant més devastacions. El Fiume, ara un naufragi en flames, es va estalviar més destrucció quan els cuirassats britànics van dirigir la seva atenció al Zara. El Fiume va caure fora de línia i va quedar malament a estribord, ja que el Zara va ser igualment colpejada per les bandes de 15 polzades. El Fiume va romandre a flotació durant uns 45 minuts abans de bolcar i enfonsar-se per popa primer a les 23:15. Dos dels destructors, l'Alfieri i el Carducci, també van ser enfonsats, així com el Zara i el Pola. L'acció havia durat només tres minuts 812 homes es van perdre amb Fiume, entre ells el seu comandant capità Giorgio Giorgis; els supervivents van ser recollits per destructors britànics l'endemà al matí, destructors grecs al vespre del 29 de març i el vaixell hospital italià Gradisca entre el 31 de març i el 3 d'abril.